# Hypocambala helleri
Hypocambala helleri är en mångfotingart som beskrevs av Filippo Silvestri 1897. Hypocambala helleri ingår i släktet Hypocambala och familjen Glyphiulidae. Inga underarter finns listade i Catalogue of Life.